# Eolska potkapina
Eolska potkapina  je polupećina, različitog oblika i dubine, nastala podsecanjem pri dnu strmog stenovitog bloka radom vetra i čestica stene koje vetar nosi. Eolsku potkapinu treba razlikovati od talasne ili plimske potkapine.